# Seydelia turlini
Seydelia turlini là một loài bướm đêm thuộc phân họ Arctiinae, họ Erebidae.